# Tobata, Kitakyūshū
Tobata (戸畑区 (Hộ Trường khu) Tobata-ku) là quận thuộc thành phố Kitakyūshū, tỉnh Fukuoka, Nhật Bản. Tính đến ngày 1 tháng 10 năm 2020, dân số ước tính của quận là 57.494 người và mật độ dân số là 3.500 người/km2. Tổng diện tích của quận là 16,61 km2.